# Genovés
Genovés (em castelhano) ou el Genovés (em valenciano) é um município da Espanha na província de Valência, Comunidade Valenciana. Tem 15,2 km² de área e em 2021 tinha 2 785 habitantes (densidade: 183,2 hab./km²).

## Demografia
| Variação demográfica do município entre 1991 e 2004[carece de fontes?] | Variação demográfica do município entre 1991 e 2004[carece de fontes?] | Variação demográfica do município entre 1991 e 2004[carece de fontes?] | Variação demográfica do município entre 1991 e 2004[carece de fontes?] |
| ---------------------------------------------------------------------- | ---------------------------------------------------------------------- | ---------------------------------------------------------------------- | ---------------------------------------------------------------------- |
| 1991                                                                   | 1996                                                                   | 2001                                                                   | 2004                                                                   |
| 2189                                                                   | 2314                                                                   | 2478                                                                   | 2567                                                                   |